# Richard Chwedyk
Richard Chwedyk (* 1955 in Chicago, Illinois) ist ein US-amerikanischer Science-Fiction-Schriftsteller. 2003 gewann er den Nebula Award für Brontë's Egg als bester Kurzroman.

## Biografie
Chwedyks erste Veröffentlichung war die Kurzgeschichte Getting Along with Larga, die gleichzeitig 1986 der erste Gewinner des ISFiC (Illinois Science Fiction in Chicago) Autorenpreises war. 1988 gewann er den Preis ein zweites Mal mit A Man Makes a Machine. Diese Geschichte war seine erste professionelle Arbeit, die im November 1990 in Amazing Stories erschien. Neben seinen Geschichten schreibt Chwedyk auch Gedichte und organisiert Dichterwettbewerbe in Chicago.
Ab dem Jahr 2000 betreute er den Autoren Workshop auf dem Worldcon und im Laufe der Jahre eine Menge anderer Workshops bei Science-Fiction Conventions, sehr oft bei der Windycon.
Richard Chwedyk ist mit der Dichterin Pamela Miller Chwedyk verheiratet. 2009 spendete er sein Archiv an das Department of Rare Books and Special Collections der Northern Illinois University.

## Auszeichnungen
- 1986: Illinois Science Fiction in Chicago Autorenpreis für Getting Along with Larga
- 1988: Illinois Science Fiction in Chicago Autorenpreis für A Man Makes a Machine
- 2003: Nebula Award für Brontë's Egg als bester Kurzroman

## Werke

### Kurzgeschichten
- A Man Makes a Machine, 1990
- Last One Close the Door, 1993
- Surfaces, 1994
- Auteur Theory, 1998
- The Cthulhu Orthodontist, oder Smile, Monster, Smile!, 2000 (als Richard J. Chwedyk)
- Where We Go, 2007
- The Ambiguities, 2007
- Knot With a Bang, 2010
- Dixon's Road, 2015
- The Man Who Put the Bomp, 2017

#### Saurier
- The Measure of All Things, 2001
- Brontë's Egg, 2002
- In Tibor's Cardboard Castle, 2004
- Orfy, 2010

### Dichtungen
- Red Lion in Winter, 2000
- A Few Kind Words for A. E. Van Vogt, 2002
- Small Poem, 2002
- Rich and Pam Go to Fermilab and Later See a Dead Man, 2003 (englisch)
- Rooms Must Explain Themselves, 2010
- Waiting for the Mad Scientists, 2016